# Mind uploading

Semplice rete neurale artificiale.

Il mind uploading (in lingua inglese lett. "caricamento della mente") o emulazione del cervello è l'ipotetico processo della copia di una mente cosciente da un cervello umano a un substrato non biologico. Il processo prevede la scansione e la mappatura dettagliata del cervello biologico e la copia del suo stato in un sistema informatico o altro dispositivo di calcolo. Il computer eseguirebbe una simulazione del modello così fedele all'originale che la mente simulata si comporterebbe, in sostanza, allo stesso modo del cervello originale, o per tutti gli scopi pratici, in maniera indistinguibile. La mente simulata verrebbe considerata parte della realtà virtuale del mondo simulato e potrebbe essere supportata da un modello anatomico tridimensionale che simula il corpo. In alternativa, la mente simulata potrebbe risiedere in un computer (o connessa ad esso) innestato all'interno di un robot umanoide o di un corpo biologico sostituendone il cervello.
L'emulazione di un intero cervello viene considerata dai futurologi come il punto logico finale nei campi della neuroscienza computazionale e della neuroinformatica, ossia nella simulazione del cervello per scopi di ricerca medica. Essa viene trattata in pubblicazioni di ricerca riguardanti l'intelligenza artificiale come un approccio all'intelligenza artificiale forte. Secondo i futurologi e per i movimenti transumanisti il mind uploading è una tecnologia che rappresenta un'importante possibilità di estensione della vita, originariamente suggerita dalla letteratura biomedica già nel 1971. Il mind uploading rappresenta, inoltre, un elemento centrale in numerose opere di fantascienza, quali romanzi, film e videogiochi, come, ad esempio Transcendence.
Il mind uploading viene considerato da alcuni scienziati come una tecnologia teorica e futuribile ma possibile, sebbene i principali finanziatori della ricerca e le principali riviste scientifiche rimangano scettici. Diverse previsioni contraddittorie sono state formulate riguardo a quando un cervello umano potrà essere interamente emulato e alcune delle previsioni fatte in passato sono risultate troppo ottimistiche. Già nel 1950 uno dei padri fondatori della cibernetica, Norbert Wiener, predisse che un giorno si sarebbe potuta trasferire una mente attraverso i fili di un telegrafo. Una ricerca tradizionale nel campo è comunque in corso in settori pertinenti, compresi campi quali lo sviluppo di supercomputer sempre più veloci, la realtà virtuale, le interfacce neurali, la mappatura e la simulazione di cervelli di animali, la connettomica e l'estrazione di informazioni da un cervello in funzione. La questione della copia dei dati e dell'intera struttura funzionale di un cervello tramite un processo tecnologico è un argomento discusso anche dai filosofi, e la possibilità di una reale attuazione del processo può essere vista come impossibile o inaccettabile da coloro che possiedono una visione dualistica del mondo, che è comune a molte religioni.

## Quadro generale

Modello anatomico di un neurone

Il cervello dell'essere umano contiene circa 86 miliardi di cellule nervose, chiamate neuroni, ciascuna singolarmente legata ad altri neuroni per mezzo di connettori chiamati assoni e dendriti. I segnali che percorrono le giunture (sinapsi) di queste connessioni vengono trasmessi tramite il rilascio e il rilevamento di sostanze chimiche note come neurotrasmettitori. Si è concordi nel credere che la mente umana sia in gran parte una proprietà emergente dell'elaborazione delle informazioni di questa rete neurale.
I neuroscienziati hanno dichiarato che importanti funzioni svolte dalla mente, come l'apprendimento, la memoria e la coscienza, sono dovuti a processi puramente fisici ed elettrochimici nel cervello e sono regolati da leggi vigenti. Christof Koch e Giulio Tononi hanno scritto nell'IEEE Spectrum:
Il concetto di mind uploading si basa su questa visione meccanicistica della mente, e nega la visione vitalista della vita umana e della coscienza. Molti eminenti scienziati, informatici e neuroscienziati hanno previsto che i computer saranno in grado di pensare e persino di raggiungere il livello di coscienza, inclusi Koch e Tononi, Douglas Hofstadter, Jeff Hawkins, Marvin Minsky, Randal A. Koene, e Rodolfo Llinás.
Tale capacità di intelligenza delle macchine potrebbe fornire il substrato computazionale necessario per il caricamento della mente. Tuttavia, anche se il mind uploading dipende da una tale capacità generale, è concettualmente distinto dalle forme generali di intelligenza artificiale in quanto è il risultato di una rianimazione dinamica di informazioni derivanti da una mente umana in modo che la mente conservi un senso di identità storica (altre forme sono possibili ma comprometterebbero o eliminerebbero la caratteristica dell'estensione della vita generalmente associata con il mind uploading). Le informazioni trasferite e rianimate diverrebbero una forma di intelligenza artificiale, talvolta chiamata anche infomorfo o "noömorph".
Molti teorici hanno presentato modelli del cervello e hanno stabilito una serie di stime della quantità di potenza di calcolo necessaria per simulazioni parziali e complete. Secondo questi modelli, il mind uploading può diventare possibile entro qualche decennio, se le tendenze nel progresso tecnologico, come quelle rappresentate dalla legge di Moore, continuassero allo stesso ritmo esponenziale.
La prospettiva di caricare la coscienza umana in questo modo solleva molte questioni filosofiche che coinvolgono l'identità, l'individualità e questioni riguardanti l'anima e la mente definite come il contenuto informativo del cervello, così come numerosi problemi di etica medica e moralità alla base processo.

## Vantaggi teorici

### Immortalità
In teoria, se le informazioni e i processi della mente possono essere dissociati dal corpo biologico, essi non sono più legate ai limiti fisici individuali di quel corpo. Inoltre, le informazioni all'interno di un cervello potrebbero essere in parte o interamente copiate o trasferite a una o più altri substrati (come una memorizzazione di tipo digitale o un altro cervello), riducendo o eliminando il rischio di mortalità. Questa lettura del processo fu proposta per la prima volta nella letteratura biomedica nel 1971 dal biogerontologo George M. Martin dell'Università di Washington.

### Maggiore velocità
Una intelligenza basata su computer, come quella risultante da un mind uploading, potrebbe pensare molto più velocemente di un essere umano. I neuroni umani scambiano i segnali elettrochimici con una velocità massima di circa 150 metri al secondo, mentre la velocità della luce è di circa 300 milioni di metri al secondo, circa due milioni di volte più veloce. Inoltre, i neuroni possono generare un massimo di circa 200-1000 potenziali d'azione o "picchi" al secondo, mentre il numero di segnali al secondo nei moderni chip per computer è di circa 3 GHz (circa 20 milioni di volte maggiore) e dovrebbe aumentare di almeno un fattore 100. Pertanto, anche se i componenti del computer responsabile della simulazione di un cervello non sono significativamente più piccoli rispetto a quelli di un cervello biologico, e anche se la temperatura di questi componenti non è significativamente più bassa, Eliezer Yudkowsky del Singularity Institute for Artificial Intelligence calcola un limite massimo teorico per la velocità di una futura rete neurale artificiale. La rete potrebbe in teoria funzionare circa un milione di volte più velocemente di un vero cervello, sperimentando un anno di tempo soggettivo in soli 31 secondi di tempo reale.
Tuttavia, nella pratica questa implementazione in parallelo richiederebbe entità computazionali per ciascuno dei cento miliardi di neuroni e ciascuna delle 100.000 miliardi di sinapsi. Ciò richiede un computer o reti neurali artificiali dalle potenzialità enormi, molto più grandi anche degli attuali supercomputer. In un'implementazione meno futuristica, il time-sharing permetterebbe l'emulazione sequenziale di diversi neuroni con la stessa unità di calcolo. Così le dimensioni del computer potrebbero essere più limitate, anche se l'aumento di velocità potrebbe essere minore. Supponendo che le minicolonne corticali raggruppate in ipercolonne siano le unità di calcolo, il cervello di un mammifero può essere emulato da un supercomputer di oggi, ma risulterebbe operante a una velocità inferiore rispetto a quella del cervello biologico.

### Viaggiare nello spazio
Il mind uploading pone potenziali benefici per i viaggi nello spazio interstellare perché consentirebbe ad esseri immortali di viaggiare per il cosmo senza soffrire di accelerazione estrema oltre che delle limitazioni intrinseche di un corpo biologico. Una società intera di menti processate con un mind uploading può essere emulata da un computer su una nave spaziale dalle dimensioni estremamente limitate, che consuma molta meno energia rispetto a quella utilizzata per i viaggi spaziali tradizionali.
Le menti digitalizzate avrebbero il controllo della nave e sarebbero in grado di prendere decisioni sul viaggio in tempo reale, indipendentemente da eventuali segnali provenienti dalla Terra, che potrebbero eventualmente richiedere mesi o anni per raggiungere l'astronave. Inoltre una coscienza virtuale può essere posta in uno stato di ibernazione, o le sue attività rallentate; le menti virtuali non dovrebbero quindi essere costrette a sperimentare la noia infinita di un viaggio che potrebbe richiedere anche migliaia di anni. Le menti potrebbero essere risvegliate solo quando il computer di bordo rileva che la destinazione è stata raggiunta.
Un'altra possibilità per il viaggio sarebbe quella di trasmettere una mente tramite un laser, o via radio, tra due località già colonizzate. Il viaggio richiederebbe solo l'energia per trasmettere i segnali con la potenza necessaria per la destinazione.

### Esistenze multiple o parallele
Un altro concetto collegato al mind uploading, esplorato più nella fantascienza che nella speculazione scientifica, è la possibilità di ottenere diverse copie speculari di una sola mente umana. Tali copie potrebbero consentire a un "individuo" di provare più cose in una volta, reintegrando le esperienze di tutte le copie in una mente centrale in un certo momento del futuro, di fatto permettendo a un singolo essere senziente di vivere in molti luoghi e fare più cose contemporaneamente; questo concetto è stato esplorato in particolare nella narrativa. Tali copie parziali e complete di un essere senziente sollevano questioni interessanti per quanto riguarda l'identità e l'individualità.

## Tecnologie e tecniche rilevanti

### Capacità computazionale

La potenza di elaborazione dei supercomputer in una proiezione basata sulla legge di Moore e sullo sviluppo esponenziale della capacità di elaborazione. In questa proiezione di Ray Kurzweil il tempo di raddoppio della capacità di calcolo si presume possa essere di 1,2 anni.

I sostenitori del mind uploading puntano alla legge di Moore per sostenere l'idea secondo cui la potenza di calcolo necessaria potrebbe essere disponibile in pochi decenni. Tuttavia, le effettive esigenze di calcolo per l'esecuzione di una mente umana caricata in un supporto tecnologico sono molto difficili da quantificare, rendendo altamente speculativo tale argomento. Indipendentemente dalla tecnica utilizzata per acquisire o ricreare la funzione di una mente umana, le esigenze di elaborazione possono essere immense, a causa del gran numero di neuroni presenti nel cervello umano e della notevole complessità di ogni neurone.
Nel 2004 Henry Markram, ricercatore capo del "Blue Brain Project", ha dichiarato che "non è il loro obiettivo costruire una rete intelligente neurale", basata esclusivamente sulle esigenze computazioni che un tale progetto richiederebbe:
Cinque anni più tardi, dopo la riuscita simulazione di una parte di cervello di un ratto, lo stesso scienziato si è rivelato molto più ottimista al riguardo. Nel 2009, quando era direttore del progetto Blue Brain, aveva affermato che "Un dettagliato e funzionale cervello umano artificiale può essere costruito entro i prossimi 10 anni".

### Scala del modello simulativo

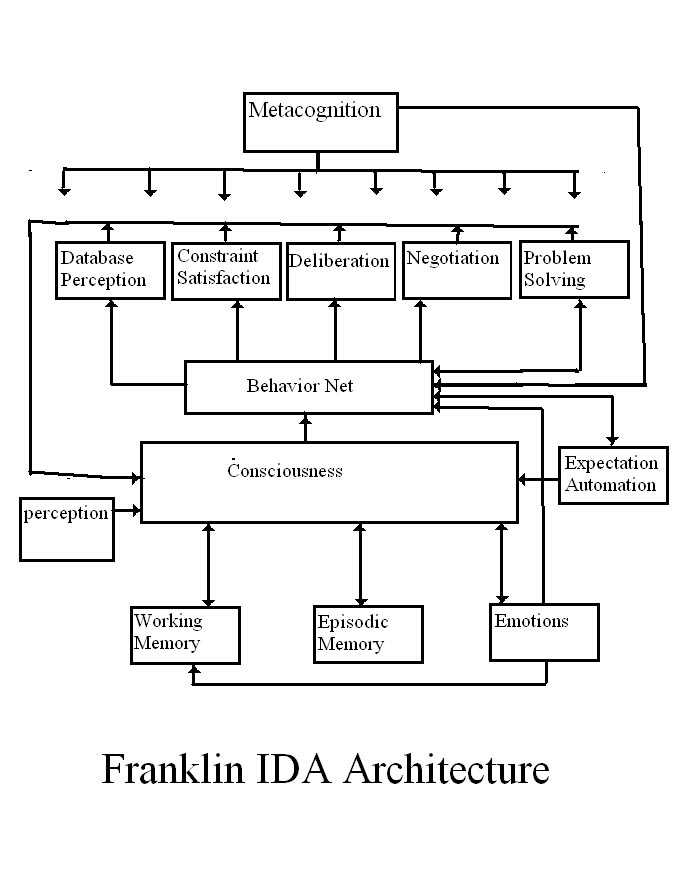
Un alto livello cognitivo del modello dell'architettura cerebrale non è richiesto per l'emulazione del cervello.

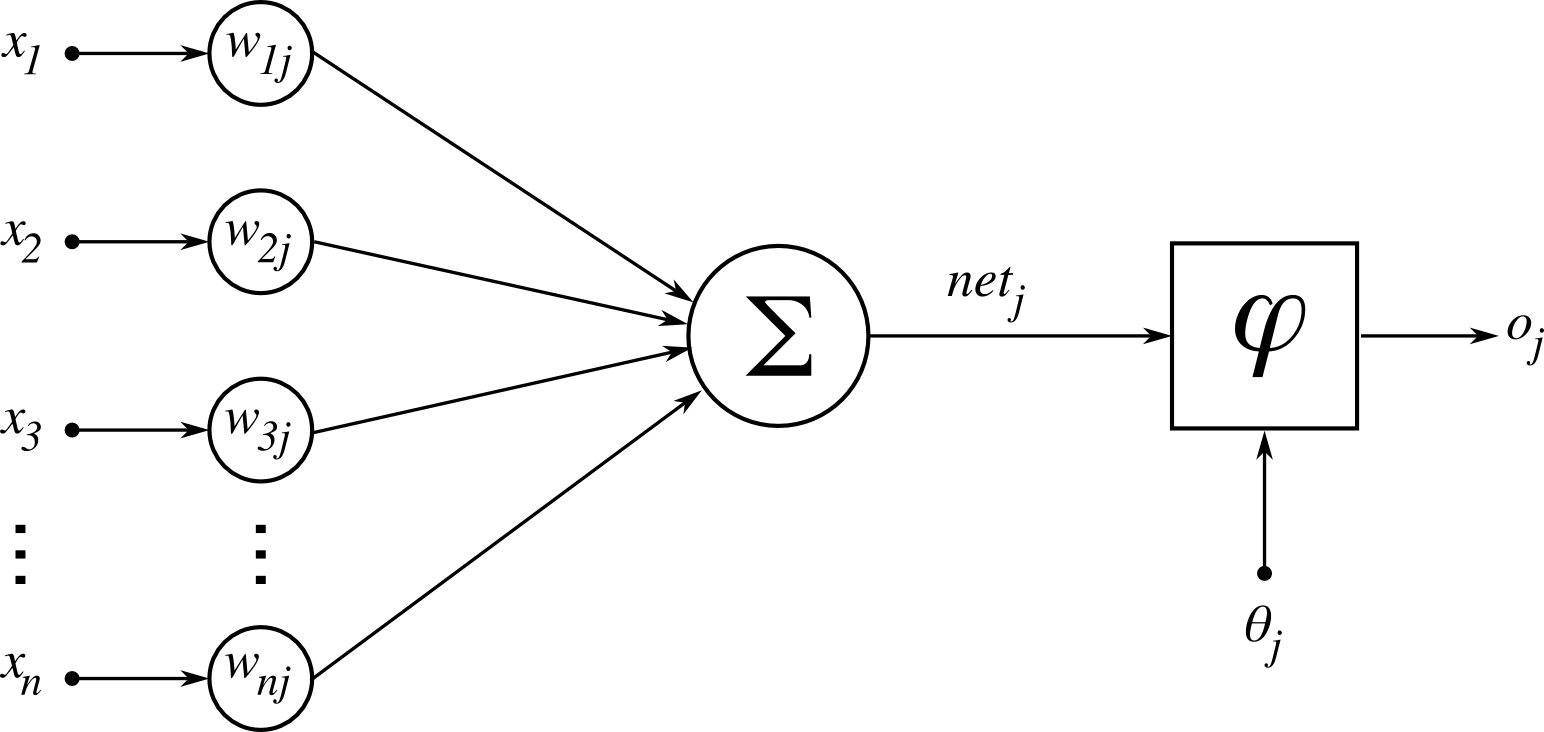
Modello semplice del neurone.

Modello del metabolismo: Il movimento di ioni caricati positivamente attraverso i canali ionici controlla il potenziale d'azione della membrana elettrica in un assone.

Poiché la funzione della mente umana, e i suoi collegamenti con il funzionamento della rete neurale del cervello, sono questioni poco conosciute, il mind uploading si basa sul concetto di emulazione della rete neurale. Invece di dover comprendere i processi psicologici di alto livello e le grandi strutture del cervello, e di costruire su di essi un modello utilizzando l'intelligenza artificiale classica e i modelli della psicologia cognitiva, viene scansionato il basso livello di struttura della rete neurale sottostante, mappato e quindi emulato con un sistema informatico. Per dirla con la terminologia informatica, piuttosto che fare un'analisi e un reverse engineering del comportamento degli algoritmi e delle strutture dei dati che risiedono nel cervello, uno schema del suo codice sorgente viene ricompilato in un altro linguaggio di programmazione. La mente umana e l'identità personale verrebbero poi, in teoria, generati dalla rete neurale emulata nello stesso modo in cui vengono generati dalla rete neurale biologica.
D'altra parte, una simulazione a scala molecolare del cervello potrebbe non essere necessaria, a condizione che il funzionamento dei neuroni non sia influenzato da processi della meccanica quantistica. L'approccio all'emulazione della rete neurale richiede solo che siano compresi il funzionamento e l'interazione dei neuroni e delle sinapsi. Si prevede che possa essere sufficiente un modello black box dell'elaborazione del segnale con il quale i neuroni rispondono agli impulsi nervosi (elettrici e trasmissione sinaptica chimica).
È richiesto un modello sufficientemente complesso e accurato dei neuroni. Un tradizionale modello artificiale di una rete neurale, ad esempio un modello di rete multi-livello di tipo perceptron, non è considerato sufficiente. È richiesto il modello di una rete neuronale di impulsi (SNN, Spiking Neural Network), che rifletterebbe la proprietà del neurone che spara impulsi solo quando un potenziale di membrana raggiunge un certo livello. È probabile che il modello debba includere delay (ritardi nella risposta), funzioni non lineari ed equazioni differenziali che descrivono il rapporto tra i parametri elettrofisiologici come correnti elettriche, tensioni, stati di membrane (stati dei canali ionici) e neuromodulatori.
Dal momento che si ritiene che l'apprendimento e la memoria a lungo termine siano il risultato del rafforzamento o dell'indebolimento delle sinapsi attraverso un meccanismo noto come plasticità sinaptica o adattamento sinaptico, il modello dovrebbe comprendere questo meccanismo. Dovrebbero essere inseriti nel modello anche le risposte dei recettori sensoriali ai vari stimoli.
Inoltre, il modello dovrebbe includere necessariamente il metabolismo del cervello, ossia le modalità con le quali i neuroni sono affetti dagli ormoni e da altre sostanze chimiche che possono attraversare la barriera emato-encefalica. Si ritiene probabile che il modello debba includere anche neuromodulatori, neurotrasmettitori e canali ionici al momento sconosciuti. Si ritiene improbabile che il modello di simulazione debba includere anche l'interazione delle proteine, il che renderebbe il tutto computazionalmente molto più complesso.
Un modello di simulazione digitale al computer di un sistema analogico come il cervello è un'approssimazione che può comportare casuali errori di quantizzazione e di distorsione. Tuttavia, i neuroni biologici soffrono anche di casualità e di precisione limitata, per esempio a causa di rumori di fondo (informazioni irrilevanti, non corrette o duplicate). Gli errori del modello possono essere ridotti, rispetto a quelli del cervello biologico, scegliendo risoluzioni e frequenza di campionamento sufficientemente variabili e modelli sufficientemente accurati di non linearità. La potenza di calcolo e di memoria del computer deve comunque essere sufficiente per eseguire tali simulazioni di grandi dimensioni, preferibilmente in tempo reale.

### La scansione e la mappatura in scala di un individuo

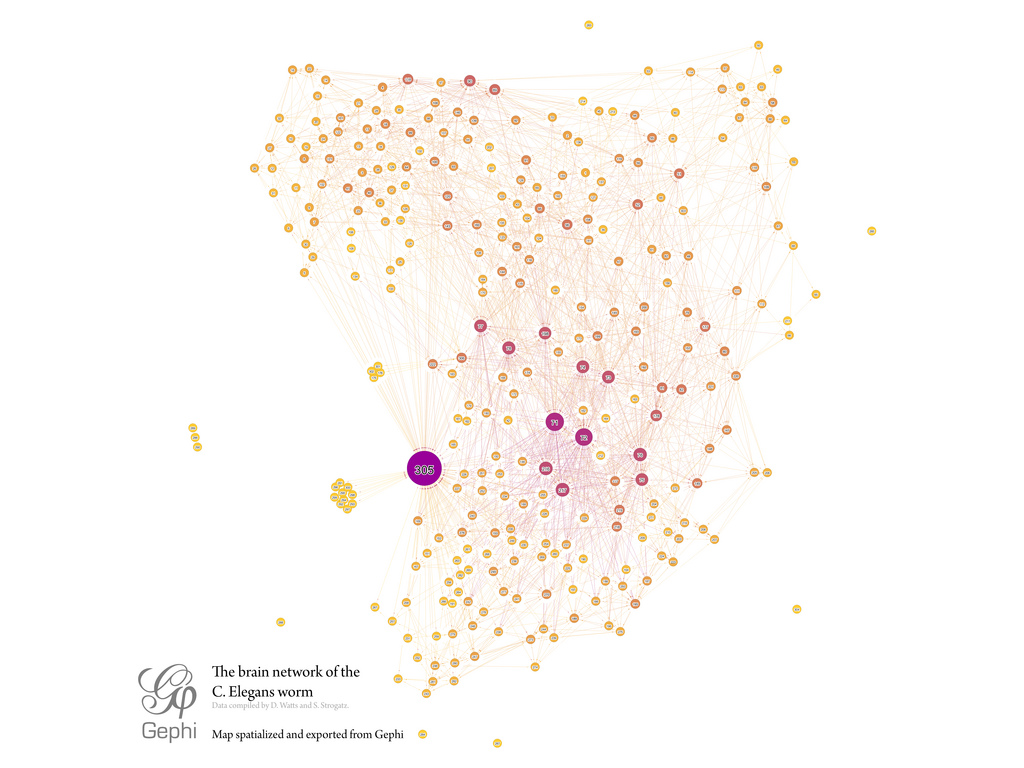
Mappa cerebrale di un Caenorhabditis elegans.

Durante la modellazione e la simulazione del cervello di un individuo, una mappa del cervello o un database delle varie connessioni tra i neuroni devono essere estratti da un modello anatomico del cervello. Questa mappatura della rete dovrebbe mostrare la connettività di tutto il sistema nervoso umano, tra cui il midollo spinale, i recettori sensoriali e le cellule muscolari. Una scansione di tipo distruttivo del cervello umano, compresi i dettagli sinaptici, è possibile dalla fine del 2010. Una mappa completa del cervello dovrebbe anche riflettere la forza sinaptica (il "peso") di ciascuna connessione. Non è chiaro se questo sia possibile con la tecnologia attuale.
È stato proposto che la memoria a breve termine e la memoria di lavoro possano essere una prolungata o ripetuta azione dei neuroni, così come i processi dinamici intra-neurali. Poiché lo stato del segnale elettrico e chimico delle sinapsi e dei neuroni può essere difficile da estrarre, l'uploading potrebbe comportare per la mente caricata una perdita di memoria degli eventi immediatamente prima della scansione del cervello. Una completa mappatura del cervello occuperebbe meno di 2 x 1016 byte (20.000 terabyte) e memorizzerebbe gli indirizzi dei neuroni connessi, il tipo di sinapsi e il "peso" delle sinapsi per ciascuna delle 1015 sinapsi del cervello.

### Sezionamento seriale

Sezionamento seriale di un cervello.

Un possibile metodo per il mind uploading è il sezionamento seriale del cervello, processo in cui il tessuto cerebrale e forse altre parti del sistema nervoso sono congelati e poi scansionati e analizzati strato per strato, in modo da catturare la struttura dei neuroni e delle loro interconnessioni. La struttura della superficie esposta del tessuto nervoso congelato verrebbe acquisita e registrata, e poi lo strato superficiale di tessuto asportato. Anche se questo sarebbe un processo molto lento e laborioso, la ricerca è attualmente in corso per automatizzare la raccolta e la microscopia di sezioni seriali. Le scansioni sarebbero quindi analizzate e verrebbe ricreato un modello della rete neurale nel sistema in cui la mente è stata caricata.
Ci sono diverse incertezze riguardo a questo approccio che utilizza le attuali tecniche di microscopia. Se è possibile replicare la funzione dei neuroni solo visualizzandone la struttura visibile, la risoluzione offerta da un microscopio elettronico a scansione sarebbe sufficiente per una tale tecnica. Tuttavia, dato che la funzione del tessuto cerebrale è in parte determinata da eventi molecolari, questo potrebbe non bastare per la cattura e la simulazione delle funzioni dei neuroni. È possibile estendere le tecniche di sezionamento seriale e catturare la composizione molecolare interna dei neuroni, attraverso l'utilizzo di sofisticati metodi di colorazione immunoistochimica che potrebbero poi essere letti attraverso la microscopia confocale a scansione laser. Tuttavia, dato che la genesi fisiologica della mente non è attualmente nota, questo metodo non può essere in grado di accedere a tutte le informazioni biochimiche necessarie per ricreare un cervello umano con una sufficiente fedeltà.

### L'imaging cerebrale
Può anche essere possibile creare mappe 3D funzionali dell'attività cerebrale, utilizzando avanzate tecnologie di neuroimaging, come la risonanza magnetica funzionale (fMRI, per mappare il cambiamento del flusso sanguigno), magnetoencefalografia (MEG, per la mappatura delle correnti elettriche), o combinazioni di più metodi, per costruire un dettagliato modello tridimensionale del cervello con metodi non invasivi e non distruttivi. Oggi, la fMRI è spesso combinata con la magnetoencefalografia per la creazione di mappe funzionali della corteccia cerebrale umana durante i compiti cognitivi più complessi, dato che due metodi sono complementari. Anche se la tecnologia di imaging attuale manca della risoluzione spaziale necessaria per raccogliere le informazioni necessarie per una simile scansione, importanti sviluppi recenti e futuri sono previsti atti a migliorare sostanzialmente sia la risoluzione spaziale che quella temporale delle tecnologie esistenti.

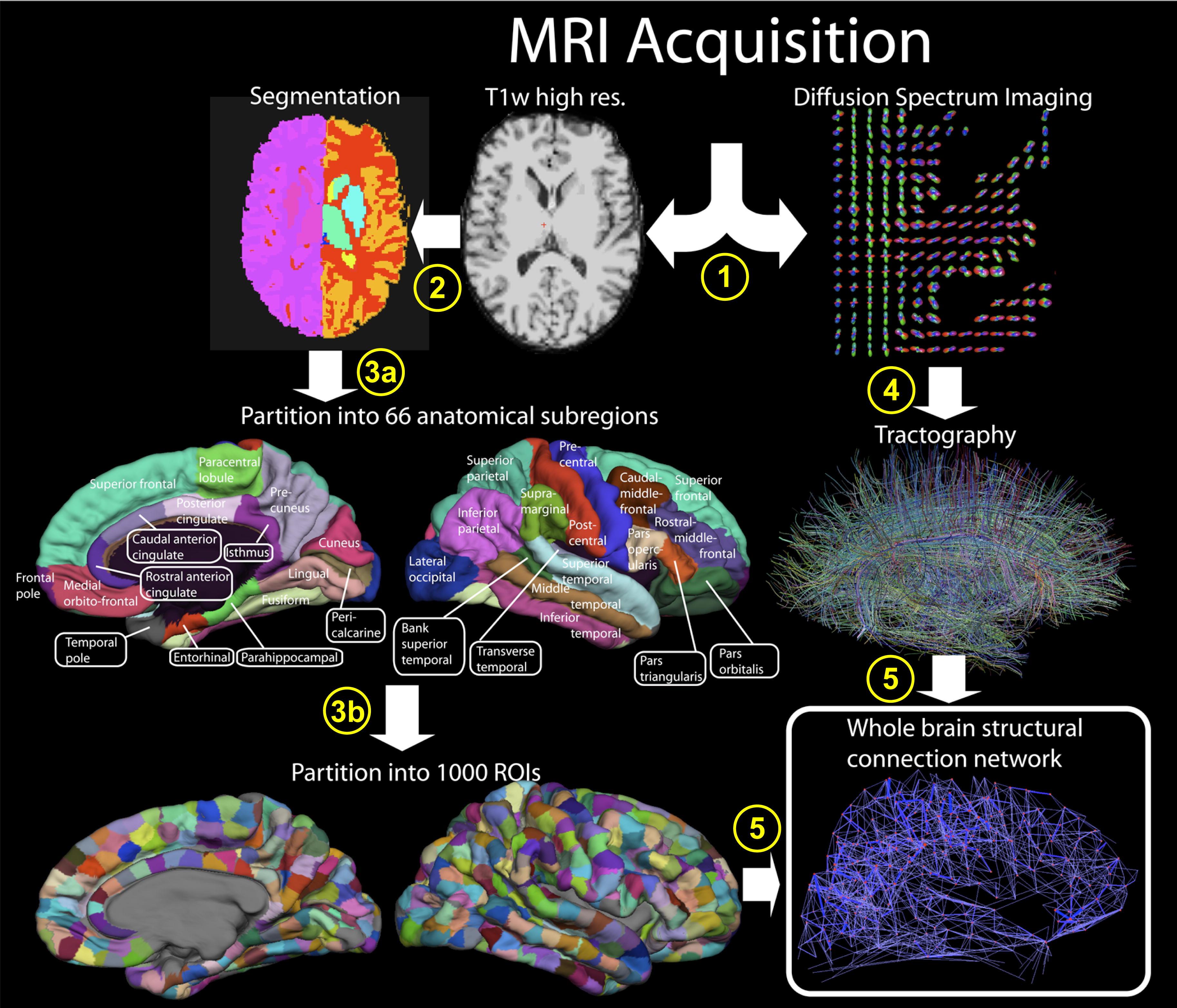
Processo di acquisizione da una risonanza magnetica della intera rete strutturale di un cervello.
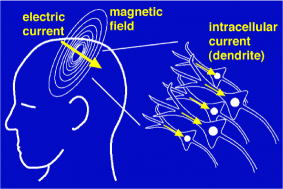
Magnetoencefalografia

### Interfacce neurali

Interfaccia neurale (BCI, Brain-Computer Interface).

Le interfacce neurali (BCI, Brain-Computer Interface; note anche come interfacce neuro-computer o interfacce cerebrali) costituiscono una delle tecnologie ipotetiche per la lettura delle informazioni di un cervello funzionante. La produzione di questo dispositivo o di uno simile potrebbe rivelarsi basilare nel processo di mind uploading di un soggetto umano vivente.

## La ricerca corrente
Una rete neurale artificiale, descritta come "grande e complessa quanto la metà del cervello di un topo", è stata eseguita su un supercomputer IBM Blue Gene da un gruppo di ricerca dell'Università del Nevada nel 2007. Per simulare il tempo di un secondo ci sono voluti dieci secondi di tempo di esecuzione del computer. I ricercatori hanno riferito di aver constatato impulsi nervosi "biologicamente coerenti" attraverso la corteccia virtuale. Tuttavia, nella simulazione mancavano le strutture cerebrali in tempo reale del cervello dei topi, e i ricercatori hanno riferito che intendono migliorare in tal senso l'accuratezza del modello dei neuroni.
Blue Brain è un progetto, lanciato nel maggio 2005 da IBM e dall'École polytechnique fédérale di Losanna, che ha l'obiettivo di creare una simulazione al computer di una colonna corticale dei mammiferi a livello molecolare. Il progetto utilizza un supercomputer su base Blue Gene per simulare il comportamento elettrico dei neuroni in base alla loro connessione sinaptica e sulle relative correnti di membrana. L'obiettivo iniziale del progetto, completato nel dicembre 2006, era la simulazione della colonna neocorticale di un topo, che può essere considerata la più piccola unità funzionale della corteccia cerebrale (la parte del cervello ritenuta responsabile delle funzioni superiori, come il pensiero cosciente), contenente 10 000 neuroni (e 108 sinapsi). Tra il 1995 e il 2005, Henry Markram mappò i tipi di neuroni e le loro connessioni in una colonna. Nel novembre 2007, il progetto arrivò al termine della prima fase, durante la quale erano stati raccolti i dati per il processo di creazione, validazione e ricerca della colonna neocorticale. Il progetto si propone di rivelare alla fine gli aspetti della cognizione umana e di vari disturbi psichiatrici causati dal malfunzionamento dei neuroni, come l'autismo, e di capire come gli agenti farmacologici influenzano il comportamento della rete neurale.
Un'organizzazione chiamata Brain Preservation Foundation è stata fondata nel 2010 e offre un premio Brain Preservation Technology al fine di promuovere le ricerche nel campo della preservazione del cervello. Il premio viene assegnato in due parti: il 25% verrà assegnato al primo team internazionale che riuscirà a preservare l'intero cervello di un topo, il 75% al team che riuscirà per primo a preservare l'intero cervello di un animale di grandi dimensioni in un modo che possa essere adottato anche per gli esseri umani dopo la morte clinica. In definitiva l'obiettivo di questo premio è quello di generare una intera mappa del cervello che possa essere utilizzata a sostegno degli sforzi separati per fare l'uploading e possibilmente "rivitalizzare" una mente in uno spazio virtuale.

## Controversie

### Controversie legali, politiche ed economiche
Può essere difficile garantire la tutela dei diritti umani in mondi simulati. Per esempio, i ricercatori delle scienze sociali potrebbero essere tentati di utilizzare le menti simulate, o intere società di menti simulate, per esperimenti controllati in cui sono esposte molte copie delle stesse menti (in serie o contemporaneamente) in condizioni di prova diverse.
L'unica risorsa fisica limitata a cui necessariamente attenersi in un mondo simulato è la capacità di calcolo, e quindi la velocità e la complessità della simulazione. Individui ricchi o privilegiati in una società di menti emulate potrebbero così fare un'esperienza soggettiva del tempo ben maggiore rispetto ad altre nello stesso tempo reale, o potrebbero essere in grado di eseguire più copie di loro stessi o di altri, e quindi produrre più servizi e diventare ancora più ricchi. Altri potrebbero soffrire della mancanza di risorse computazionali (starvation) e mostrare un comportamento al rallentatore.

### Copie e individualità
Un altro problema filosofico derivante dal mind uploading ruota intorno all'individualità della mente caricata: può essere considerata la stessa dell'originale, dotata della stessa coscienza, o semplicemente una copia esatta con gli stessi ricordi e la personalità? E se invece risultassero differenti, quali sarebbero le differenze tra la copia e l'originale?
Le principali tecnologie di scansione del cervello prese in considerazione, come il sezionamento seriale, risulterebbero necessariamente distruttive e il cervello originale non sopravviverebbe alla procedura di scansione. Ma se l'originale può essere mantenuto intatto, la coscienza emulata potrebbe essere una copia esatta e speculare della persona biologica. In questo caso diverrebbe implicita la possibilità di copie multiple di una singola coscienza originale che può letteralmente "entrare" in una o più copie, dal momento che queste tecnologie comportano generalmente la simulazione di un cervello umano in un computer di qualche tipo, tramite file digitali che possono essere copiati all'infinito (memoria permettendo) con assoluta precisione. Il problema è infatti reso ancora più complesso proprio da questa possibilità di creare un numero potenzialmente infinito di copie inizialmente identiche del soggetto originale che sarebbero ovviamente tutte presenti, allo stesso tempo, come esseri distinti. Si suppone che una volta che le varie versioni vengono poi esposte, dopo l'uploading, a diversi input sensoriali, le loro esperienze comincerebbero a divergere, rendendole semplicemente menti distinte, anche se tutti i loro ricordi fino al momento della copia resterebbero gli stessi. Ma molte varianti, più o meno complesse, sono possibili. A seconda della capacità di calcolo, la simulazione può essere eseguita con un tempo più veloce o più lento rispetto al tempo fisico, con ovvie conseguenze per l'interazione tra una mente biologica e una mente simulata.
Un cervello emulato può essere inoltre avviato, messo in pausa per un backup e riavviato di nuovo da uno stato di backup salvato in qualsiasi momento. La mente simulata in quest'ultimo caso, necessariamente non ricorderebbe tutto ciò che è successo dopo l'istante della messa in pausa e forse non potrebbe nemmeno essere consapevole che è un duplicato appena avviato. Risulterebbero diverse le interazioni possibili tra copie di cervelli emulati; una versione precedente di una mente simulata può interagire con una versione più "giovane" e condividere esperienze con essa.

### Il limite di Bekenstein
Il limite di Bekenstein è il limite superiore delle informazioni che possono essere contenute all'interno di una regione finita di spazio che ha una quantità finita di energia o, al contrario, la quantità massima di informazioni necessarie a descrivere perfettamente un dato sistema fisico fino al livello quantistico.
Un cervello umano medio ha un peso di 1,5 kg e un volume di 1260 cm³. L'energia (E=mc²) sarà 1.34813·1017 J e se si considera il cervello una sfera il raggio sarà 6.70030·10−2 metri.
Il limite di Bekenstein per un cervello umano medio sarebbe 2.58991·1042 bit che rappresenta il limite superiore delle informazioni necessarie per ricreare perfettamente un cervello umano medio fino al livello quantico. Ciò implica che il numero dei diversi stati (Ω=2I) del cervello umano (e della mente se si considera il fisicalismo) è almeno 107.79640·1041.
Tuttavia, come descritto sopra, secondo molti sostenitori del mind uploading i modelli a livello quantistico e la simulazione dei neuroni a scala molecolare non saranno necessari, quindi il limite di Bekenstein rappresenta solo un limite massimo. Si stima che l'ippocampo di un cervello umano adulto possa memorizzare dati fino a un limite equivalente a 2,5 petabyte in campo binario.

### Limiti derivanti dalle neuroscienze
La possibilità di effettuare un upload della mente umana non espone esclusivamente a controversie di natura etica o cibernetica. Secondo il neurofisiologo italiano Marco Sarà un uploading della mente sarebbe impossibile se non venissero implementate al contempo alcune funzioni "non ovvie" ma indispensabili al funzionamento mentale. La più importante sarebbe il "sense of agency"  e cioè la capacità del cervello di distinguere sé stesso come autore, oppure spettatore, di ciò che percepisce. L'esempio più noto di questa funzione di verifica della proprietà o meno di ciò che percepiamo è alla base dell'impossibilità di provocarsi il solletico da soli; un dilemma risolto elegantemente da Susan Blackemore e colleghi. La ragione per cui è impossibile solleticarsi efficacemente da soli starebbe proprio nella funzione del senso di se che attenua l'intensità dello stimolo e così la sua efficacia. Perché ciò possa effettivamente verificarsi sarebbe necessario fornire alla mente caricata in un computer i "rientri sensoriali" delle sue stesse azioni. Secondo Sarà una mente caricata in uno spazio vuoto non saprebbe più distinguere sé dal resto dell'universo.

## Sostenitori delmind uploading
I seguaci del Movimento Raeliano sostengono il mind uploading nel processo di clonazione umana per raggiungere la vita eterna. Vivere all'interno di un computer viene vista come una delle principali possibilità. Il mind uploading viene sostenuto anche da diversi ricercatori nel campo delle neuroscienze e dell'intelligenza artificiale, come Marvin Minsky. Nel 1993, Joe Strout creò un piccolo sito web chiamato Mind Uploading Home Page, e cominciò a sostenere l'idea della creazione di circoli sulla crionica in rete. Molti transumanisti credono allo sviluppo e all'implementazione del mind uploading e alcuni di essi, tra cui Nick Bostrom, prevedono che sarà possibile entro il XXI secolo considerando le tendenze tecnologiche, come la legge di Moore.
Il libro Beyond Humanity: CyberEvolution and Future Minds di Gregory S. Paul & Earl D. Cox,, tratta dell'eventualità (per gli autori, quasi inevitabile) dell'evoluzione dei computer in esseri senzienti, ma si occupa anche di mind uploading. Wetwares: Experiments in PostVital Living, di Richard Doyle Wetwares, tratta ampiamente il mind uploading e sostiene che gli esseri umani sono parte di un "fenotipo di vita artificiale". La visione di Doyle inverte il processo del mind uploading introducendo forme di vita artificiali attivamente alla ricerca di incarnazioni biologiche come parte della loro strategia riproduttiva. Raymond Kurzweil, esponente di rilievo del transumanesimo e convinto sostenitore della probabilità di una singolarità tecnologica, ha suggerito che il percorso più facile per arrivare a un livello umano di intelligenza artificiale potrebbe trovarsi nell'ingegneria inversa del cervello umano, argomento che usa di solito per riferirsi alla creazione di una nuova intelligenza in base ai principi di funzionamento del cervello e all'uploading di singole menti umane sulla base di scansioni e simulazioni estremamente dettagliate. L'idea è discussa anche nel suo libro La singolarità è vicina.